# Berilijev oksid
Berilijev oksid (BeO) je v osnovni obliki bel, kristalni prašek. Najpomembnejši lastnosti sta odlična električna izolativnost in predvsem zelo visoka toplotna prevodnost (največ od vseh električnih izolatorjev, z izjemo diamanta). Poleg tega ima še odlične mehanske in kemijske lastnosti. Po toplotni prevodnosti presega celo nekatere kovine. Zaradi korozijske odpornosti in visoke talilne vrednosti najdemo berilijev oksid oziroma z njim oplemeniteno keramiko praktično v vseh vejah industrije, kjer so omenjene posebne lastnosti močno zaželene. BeO se le redko uporablja v osnovni, praškasti obliki (npr. tankoslojni praškasti zaščitni nanosi), najpogosteje ga najdemo kot dodatek različnim materialom, npr. zlitinam, keramiki in kompozitnim materialom. Žal je tudi zelo toksičen in karcinogen, predvsem pri vnosu v organizem z vdihavanjem (prah).
Redki proizvajalci berilijevega oksida zagotavljajo, da so izdelki z vsebnostjo BeO (keramika) popolnoma varni in neproblematični, če uporabnik upošteva navodila za uporabo končnih produktov.
V naravi se Berilijev oksid nahaja v obliki mineralov, kot sta bromelit in bertrandid.

## Pridobivanje
Berilijev oksid pridobivamo z žarenjem berilijevega karbonata, dehidracijo berilijevega hidroksida ali z gorenjem berilija:
 BeCO3→ BeO + CO2 

 Be(OH)2 → BeO + H2O 

 2 Be + O2 → 2 BeO
Berilijev oksid, pridobljen pri temperaturah nad 800 °C je inerten, a tudi lahko topljiv v vročih raztopinah amonijevega bifluorida (NH4HF2), koncentrirane žveplene kisline (H2SO4) in amonijevega sulfata ((NH4)2SO4).

## Struktura
Pri normalnih temperaturah ima kristalna molekula šestero kotno (heksagonalno) strukturo, v nasprotju z oksidi ostalih elementov druge skupine (MgO, CaO, SrO, BaO), ki imajo kockasto zgradbo. Šele pri visokih temperaturah se BeO transformira v tetragonalno obliko. Berilijev oksid je poseben tudi zaradi neionskih lastnosti kristalne molekule v celotnem uporabnem temperaturnem področju. Berilijev oksid je v osnovi dobavljiv v obliki praška, čistoče nad 99%. Je eden najdražjih dodatkov keramičnih struktur (razmerje proizvodna cena/vsebnost v materialu), a ima končni produkt kljub temu odlično razmerje funkcionalnosti proti ceni.

## Uporaba
Sintran berilijev oksid ima vse tipične lastnosti keramike. Izdelke iz BeO keramike najdemo tako v metalurgiji (npr. posode za taljenje in vlivanje plemenitih kovin), kot tudi pri vojaški in vesoljski tehnologiji (raketni motorji - visoko temperaturne in tlačne šobe, kolektorji izpuha,..), visoko zmogljivih plinskih turbinah in motorjih z notranjim zgorevanjem (formula1) ... Lahko deluje kot katalizator pri različnih kemičnih procesih. V atomskih reaktorjih lahko deluje kot moderator, nevtronski detektor ali nevtronski reflektor.
V največjem obsegu pa se ga uporablja v elektrotehniki, predvsem pri proizvodnji zmogljivejših močnostnih in visokofrekvenčnih polprevodnikov.
Visoka izolativnost, zelo stabilne dielektrične lastnosti, predvsem pa visoka toplotna prevodnost mu zagotavljajo uporabo na vseh toplotno kritičnih mestih, kot je npr. stik mikrovezja - čipa z nosilnim, običajno kovinskim ohišjem (izolativni substrat). 
Pogosto je tudi dodajan toplotno prevodnim pastam, katerih osnova običajno bazira na drugih izolativnih in toplotno prevodnih snoveh (silikon).
Težko ali celo nemogoče pa ga je popolnoma nadomestiti pri zmogljivejših elektronskih visokofrekvenčnih elementih, kot so mikrovalovne naprave, npr. vakumske cevi različnih izvedb (magnetron, klistron) ipd.